# Louzes
Pour l’article ayant un titre homophone, voir Louze.
Louzes est une commune française, située dans le département de la Sarthe en région Pays de la Loire, peuplée de 104 habitants.
La commune fait partie de la province historique du Maine.

## Géographie
| Villeneuve-en-Perseigne (comm. dél. de La Fresnaye-sur-Chédouet) | Roullée            | Les Aulneaux       |
| Villeneuve-en-Perseigne (comm. dél. de La Fresnaye-sur-Chédouet) | Louzes             | Les Aulneaux       |
| Villaines-la-Carelle                                             | Aillières-Beauvoir | Aillières-Beauvoir |

### Climat
Pour des articles plus généraux, voir Climat des Pays de la Loire et Climat de la Sarthe.
En 2010, le climat de la commune est de type climat océanique dégradé des plaines du Centre et du Nord, selon une étude du CNRS s'appuyant sur une série de données couvrant la période 1971-2000. En 2020, Météo-France publie une typologie des climats de la France métropolitaine dans laquelle la commune est exposée à un climat océanique altéré et est dans la région climatique  Normandie (Cotentin, Orne), caractérisée par une pluviométrie relativement élevée (850 mm/a) et un été frais (15,5 °C) et venté. 
Pour la période 1971-2000, la température annuelle moyenne est de 10 °C, avec une amplitude thermique annuelle de 14,3 °C. Le cumul annuel moyen de précipitations est de 775 mm, avec 12,3 jours de précipitations en janvier et 8,1 jours en juillet. Pour la période 1991-2020, la température moyenne annuelle observée sur la station météorologique de Météo-France la plus proche, « La Fresnaye », sur la commune de Villeneuve-en-Perseigne à 4 km à vol d'oiseau, est de 10,8 °C et le cumul annuel moyen de précipitations est de 770,2 mm,. Pour l'avenir, les paramètres climatiques de la commune estimés pour 2050 selon différents scénarios d'émission de gaz à effet de serre sont consultables sur un site dédié publié par Météo-France en novembre 2022.

## Urbanisme

### Typologie
Au 1er janvier 2024, Louzes est catégorisée commune rurale à habitat très dispersé, selon la nouvelle grille communale de densité à sept niveaux définie par l'Insee en 2022.
Elle est située hors unité urbaine. Par ailleurs la commune fait partie de l'aire d'attraction d'Alençon, dont elle est une commune de la couronne,. Cette aire, qui regroupe 89 communes, est catégorisée dans les aires de 50 000 à moins de 200 000 habitants,.

### Occupation des sols
L'occupation des sols de la commune, telle qu'elle ressort de la base de données européenne d’occupation biophysique des sols Corine Land Cover (CLC), est marquée par l'importance des forêts et milieux semi-naturels (65,1 % en 2018), en augmentation par rapport à 1990 (62,1 %). La répartition détaillée en 2018 est la suivante : 
forêts (65,1 %), prairies (26,5 %), terres arables (8,4 %). L'évolution de l’occupation des sols de la commune et de ses infrastructures peut être observée sur les différentes représentations cartographiques du territoire : la carte de Cassini (XVIIIe siècle), la carte d'état-major (1820-1866) et les cartes ou photos aériennes de l'IGN pour la période actuelle (1950 à aujourd'hui).

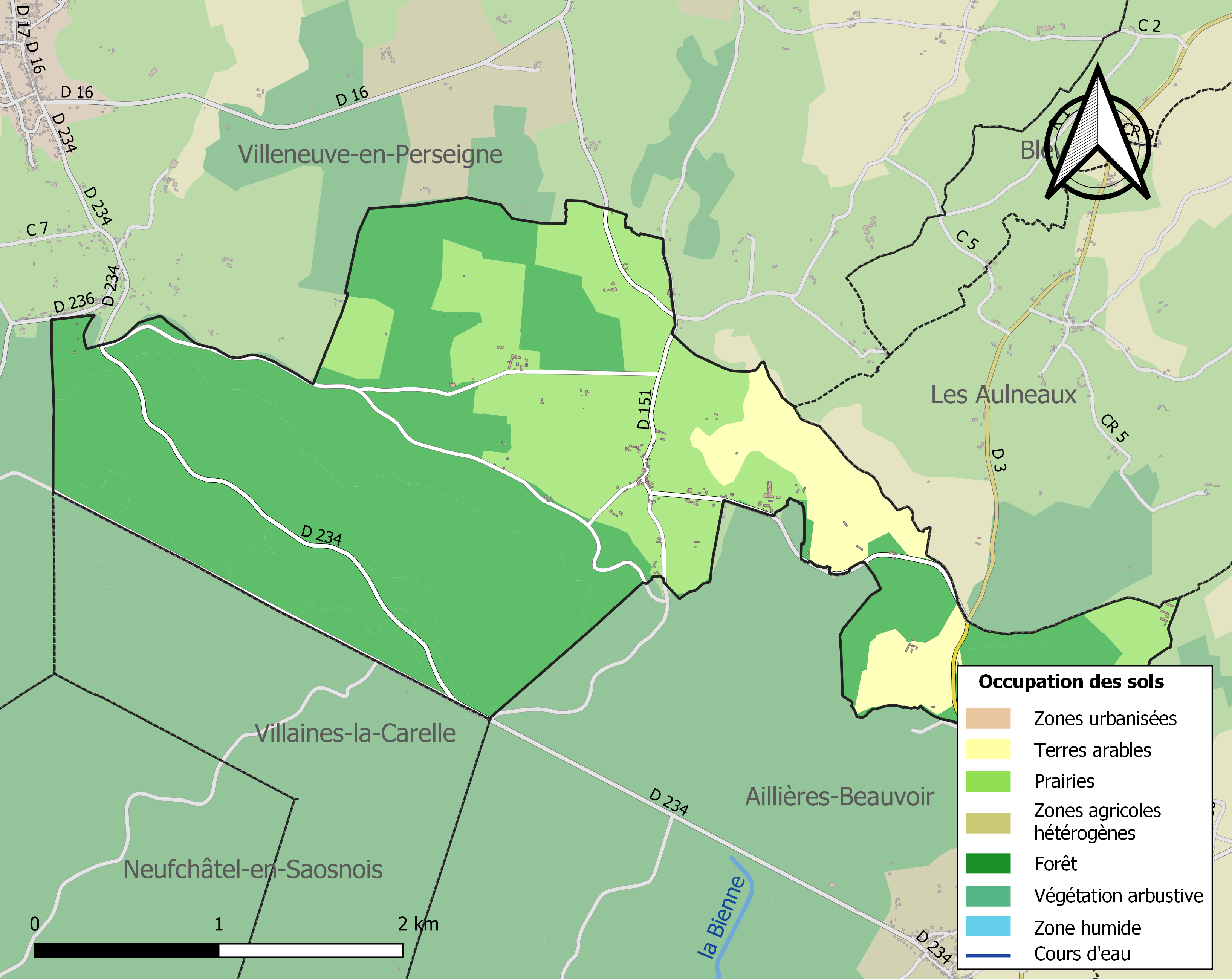
Carte des infrastructures et de l'occupation des sols de la commune en 2018 (CLC).

## Toponymie
Le nom de la localité est attesté sous la forme de Lodosis en 1097. Le toponyme serait issu de l'adjectif latin lutosa (f. de lutosus), « boueuse », (sous-entendu villa, c'est-à-dire domaine rural), qualifiant une terre,.
Le gentilé est Louzien[réf. nécessaire].

## Politique et administration
| Période                                  | Période   | Identité            | Étiquette | Qualité   |
| ---------------------------------------- | --------- | ------------------- | --------- | --------- |
| (avant 2001)                             | mars 2008 | Claude Poirier      |           |           |
| mars 2008                                | En cours  | Guy-René de Piepape | SE        | Comptable |
| Les données manquantes sont à compléter. |           |                     |           |           |

Le conseil municipal est composé de onze membres.

## Démographie
L'évolution du nombre d'habitants est connue à travers les recensements de la population effectués dans la commune depuis 1793. Pour les communes de moins de 10 000 habitants, une enquête de recensement portant sur toute la population est réalisée tous les cinq ans, les populations de référence des années intermédiaires étant quant à elles estimées par interpolation ou extrapolation. Pour la commune, le premier recensement exhaustif entrant dans le cadre du nouveau dispositif a été réalisé en 2006.
En 2022, la commune comptait 104 habitants, en évolution de +2,97 % par rapport à 2016 (Sarthe : −0,25 %, France hors Mayotte : +2,11 %).
Louzes a compté jusqu'à 444 habitants en 1836.
| 1793 | 1800 | 1806 | 1821 | 1831 | 1836 | 1841 | 1846 | 1851 |
| ---- | ---- | ---- | ---- | ---- | ---- | ---- | ---- | ---- |
| 335  | 378  | 427  | 434  | 395  | 444  | 410  | 413  | 400  |

| 1856 | 1861 | 1866 | 1872 | 1876 | 1881 | 1886 | 1891 | 1896 |
| ---- | ---- | ---- | ---- | ---- | ---- | ---- | ---- | ---- |
| 400  | 357  | 351  | 328  | 324  | 284  | 280  | 282  | 282  |

| 1901 | 1906 | 1911 | 1921 | 1926 | 1931 | 1936 | 1946 | 1954 |
| ---- | ---- | ---- | ---- | ---- | ---- | ---- | ---- | ---- |
| 253  | 232  | 233  | 191  | 186  | 163  | 166  | 145  | 182  |

| 1962 | 1968 | 1975 | 1982 | 1990 | 1999 | 2006 | 2011 | 2016 |
| ---- | ---- | ---- | ---- | ---- | ---- | ---- | ---- | ---- |
| 184  | 160  | 154  | 139  | 114  | 118  | 105  | 102  | 101  |

| 2021 | 2022 | - | - | - | - | - | - | - |
| ---- | ---- | - | - | - | - | - | - | - |
| 103  | 104  | - | - | - | - | - | - | - |

## Économie
- Un garage multimarques.

## Lieux et monuments

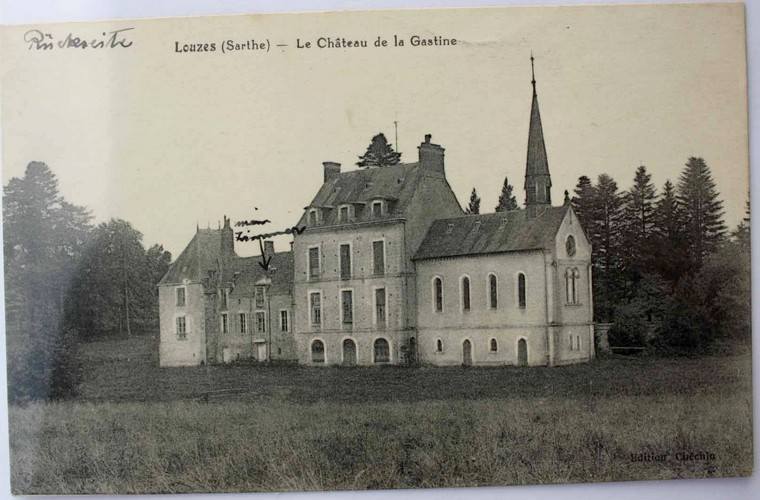
Le château de la Gastine en 1920.

- Château de la Gastine : manoir constitué d'un bâtiment Renaissance (ayant encore une fenêtre à meneaux), d'un corps de logis 1900 (rabaissé dans les années 1950) et de la chapelle Notre-Dame-de-Pitié, datant du XIXe siècle. Le propriétaire en a fait descendre le clocher il y a quelques années.
- Château de la Tournerie (XVIe).
- Église Sainte-Marie.
- Forêt domaniale de Perseigne, en partie.

## Activités et manifestations
- Fête communale et vide grenier à l'occasion du 15-Août.

## Personnalités liées
Michel Serrault y demeura 22 ans, au château de la Tournerie[réf. nécessaire] où Henri IV séjourna.